# Magnus Ier de Saxe
 (octobre 2018).
Si vous disposez d'ouvrages ou d'articles de référence ou si vous connaissez des sites web de qualité traitant du thème abordé ici, merci de compléter l'article en donnant les références utiles à sa vérifiabilité et en les liant à la section « Notes et références ».
Magnus Ier, né vers 1045 et mort le 23 août 1106 au château de Ertheneburg près de Lauenburg, fut duc de Saxe de 1072 jusqu'à sa mort, le dernier souverain de la famille Billung.

## Biographie
Fils aîné du duc Ordulf de Saxe et de son épouse la princesse Wulfhilde de Norvège, une fille du roi Olaf II Haraldsson, Magnus était un ennemi acharné de l' archevêque Adalbert de Brême. Il rejoignait la révolte du comte Otton de Nordheim contre le règne de Henri IV, après quoi il fut fait prisonnier.
Encore arrêté au château de Harzburg à la mort de son père en 1072, Magnus ne fut libéré qu'à la suite d'un échange de prisonniers pendant la révolte des Saxons l'année suivante. Deux ans plus tard cependant, après la victoire décisive d'Henri IV, il a été à nouveau placé en détention. Libéré une fois de plus, il se rallia aux forces de l'anti-roi Rodolphe de Rheinfelden en 1076. Finalement, il se réconcilia avec Henri et combattait la fédération slave des Lutici à la frontière orientale de la Saxe. En 1093, Magnus et Henri, prince des Abodrites, ont réuni leurs forces pour lutter contre des tribus païennes.
Après la mort de Magnus, sans issue mâle, le duché de Saxe passa à Lothaire de Supplinbourg, futur empereur. Les biens propres des Billung autour de Lunebourg et le long de l'Elbe sont allés à ses gendres des maisons d'Ascanie et de Welf (Brunswick).

## Union et postérité
Magnus Ier de Saxe épousa en 1071 la princesse Sophie (†1095), fille du roi Béla Ier de Hongrie. Trois enfants sont issus de cette union :
- Wulfhilde (1075-1126), elle épousa  le comte Henri IX de Bavière (†1126), issu de la maison Welf ;
- Oethilde elle épousa vers 1080 Thierry V de Hollande ;
- Eilika (1080-1142), en 1094 elle épousa le comte Othon le Riche (†1123) de la maison d'Ascanie.